# California Gurls
Ne doit pas être confondu avec California Girls.
Singles de Katy Perry
If We Ever Meet Again
(2010) Teenage Dream
(2010)
Pistes de Teenage Dream
Last Friday Night (T.G.I.F.) Firework
California Gurls est le sixième  single de la chanteuse pop américaine Katy Perry, en collaboration avec le rappeur Snoop Dogg. Il est issu de son album Teenage Dream sorti le 24 août 2010 aux États-Unis. Le single est apparu sur le site officiel de Katy Perry le 7 mai 2010, et était disponible sur iTunes le 11 mai 2010.
Le single a déjà été téléchargé 1 111 000 de fois aux États-Unis en quatre semaines, avant la sortie du clip. Deux semaines après la sortie du clip, le single se trouvait au sommet de plusieurs classements musicaux et comptabilise 2 100 000 téléchargements.
En 2010, California Gurls devient la chanson la plus téléchargée aux États-Unis en restant six semaines consécutives au top du Billboard. En France, le single atteint la 5e place, la deuxième fois pour Katy Perry après I Kissed a Girl.

## Contexte

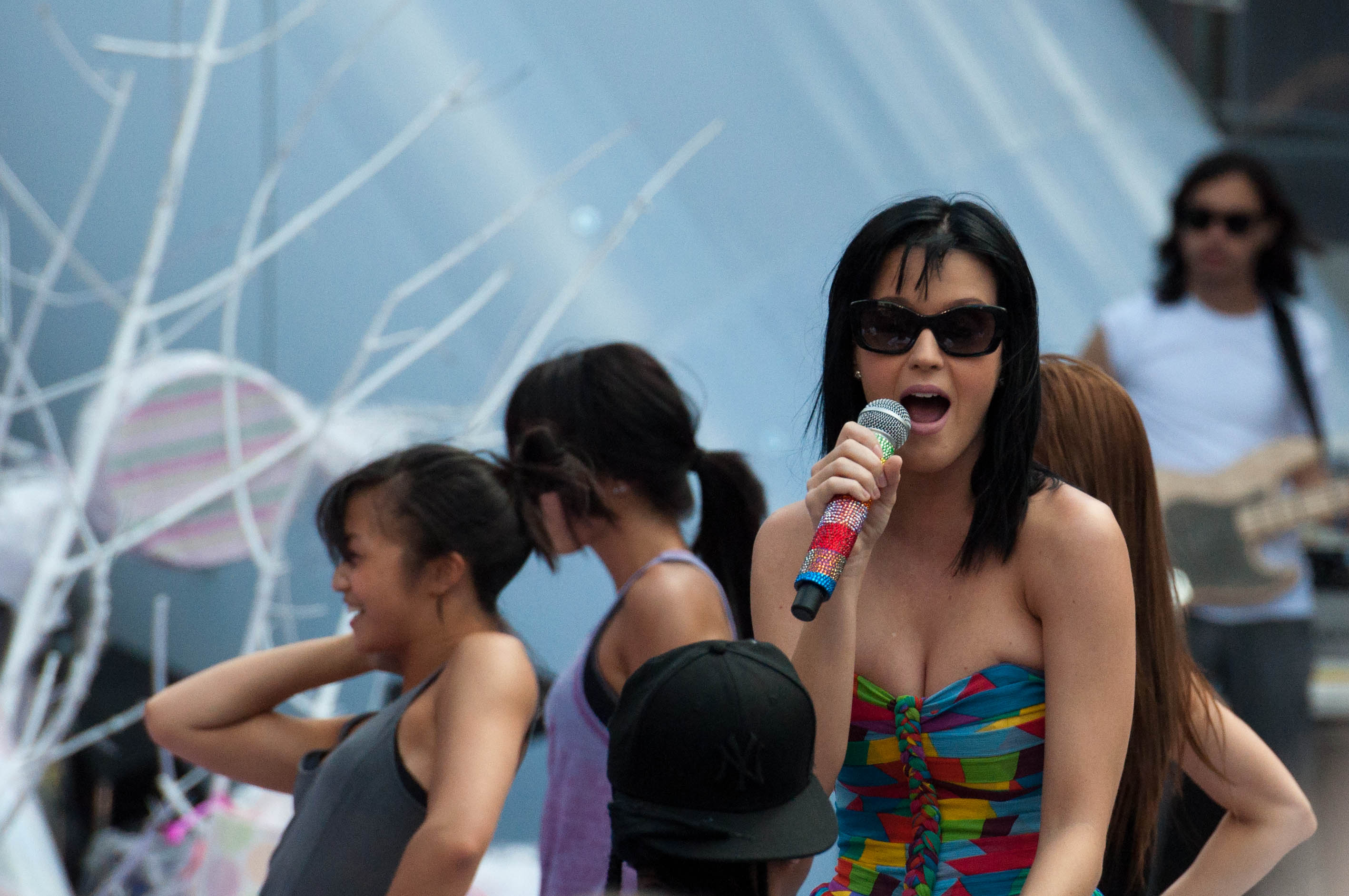
Katy Perry dans un soundcheck lors des MuchMusic Video Awards en 2010

Le single a été écrit pour répondre à la chanson Empire State of Mind de Jay-Z & Alicia Keys qui défendait la ville de New York. Katy Perry voulait rendre hommage à sa Californie natale : « Empire State of Mind est énorme pour New York mais, bon sang, et L.A. dans tout ça ? Et la Californie ? Je veux faire une chanson pour la Californie, et en particulier du point de vue d'une jeune fille. », a-t-elle déclaré.

## Critiques
Le single a reçu des critiques positives, James Montgomery de MTV décrit la chanson comme lumineuse, conviviale pour cet été.

## Clip
Le clip a été dévoilé le 15 juin dans un premier temps sur le site de la chaîne MTV.
On la découvre sur un plateau de jeu de société nommé Candyfornia en référence à California, représentant un monde imaginaire rempli de friandises.
Au cours du jeu, elle aide ses amies pour, finalement, combattre l'armée d'oursons en bonbons de Snoop Dogg. Elle utilise à cet instant un soutien gorge éjectant de la crème et neutralisant les oursons. En France, le clip est diffusé en journée avec une signalétique "déconseillé aux moins de 10 ans" seulement sur la chaîne Trace Urban.
La semaine de la sortie de l'album, le clip comptabilisait plus de 40 millions de vues sur YouTube. Le 30 décembre 2020, le clip cumule près de 565 millions de vues.

## Crédits et personnels
- Écriture - Katy Perry, Lukasz Gottwald, Max Martin, Benjamin Levin, Bonnie McKee et Calvin Broadus
- Production - Dr Luke et Benny Blanco, Max Martin
- Chant - Katy Perry et Snoop Dog
- Batteries, claviers et programmation - Dr. Luke, Max Martin et Benny Blanco
- Mixage - Serban Ghenea
- Ingénieur - Emily Wright et Sam Holland
- Ingénieur mixage - John Hanes
- Assistant - Aniela Gottwald et Tim Roberts

Source:

## Liste des titres
Téléchargement
1. California Gurls (featuring Snoop Dogg)  – 3:56

CD Single
1. California Gurls (featuring Snoop Dogg)  – 3:56
2. Hot n Cold (featuring Yelle) (Remix)  – 4:07

## Classements et certifications
| Classement (2010)                       | Meilleure position |
| --------------------------------------- | ------------------ |
| Allemagne (Media Control AG)            | 3                  |
| Australie (ARIA)                        | 1                  |
| Autriche (Ö3 Austria Top 40)            | 3                  |
| Belgique (Flandre Ultratop 50 Singles)  | 6                  |
| Belgique (Wallonie Ultratop 50 Singles) | 3                  |
| Bulgarie (IFPI)                         | 4                  |
| Canada (Hot 100)                        | 1                  |
| Danemark (Tracklisten)                  | 5                  |
| Europe (Hot 100)                        | 1                  |
| Écosse (OCC)                            | 1                  |
| Espagne (PROMUSICAE)                    | 17                 |
| Finlande (Suomen virallinen lista)      | 2                  |
| France (SNEP)                           | 5                  |
| Hongrie (Rádiós Top 40)                 | 1                  |
| Irlande (IRMA)                          | 1                  |
| Italie (FIMI)                           | 3                  |
| Pays-Bas (Nederlandse Top 40)           | 2                  |
| Nouvelle-Zélande (RMNZ)                 | 1                  |
| Norvège (VG-lista)                      | 5                  |
| Slovaquie (IFPI Rádio)                  | 2                  |
| Suède (Sverigetopplistan)               | 8                  |
| Suisse (Schweizer Hitparade)            | 4                  |
| Royaume-Uni (UK Singles Chart)          | 1                  |
| États-Unis (Hot 100)                    | 1                  |
| États-Unis (Adult Pop Songs)            | 1                  |
| États-Unis (Dance Club Songs)           | 1                  |
| États-Unis (Pop Airplay)                | 1                  |

| Classement (2010) | Position |
| ----------------- | -------- |
| Australie         | 5        |
| Belgique          | 17       |
| Allemagne         | 20       |
| Pays-Bas          | 10       |
| Royaume-Uni       | 8        |
| États-Unis        | 4        |

| Pays             | Certifications |
| ---------------- | -------------- |
| Australie        | 6x Platine     |
| Autriche         | Platine        |
| Canada           | 4x Platine     |
| Danemark         | Or             |
| Nouvelle-Zélande | 2x Platine     |
| Italie           | Platine        |
| Suisse           | Platine        |
| Royaume-Uni      | Platine        |
| États-Unis       | 10x Platine    |

## Historique de sortie
| Pays        | Date            | Format                               |
| ----------- | --------------- | ------------------------------------ |
| Monde       | 7 mai 2010,     | Radio Premiere                       |
| Monde       | 11 mai 2010,    | Digital download                     |
| États-Unis  | 25 mai 2010     | Top 40/Mainstream and Rhythmic radio |
| Allemagne   | 11 juin 2010    | CD single                            |
| Royaume-Uni | 20 juin 2010    | Digital Download                     |
| Royaume-Uni | 21 juin 2010    | CD single, 7"                        |
| Monde       | 16 juillet 2010 | Digital Remixes EP                   |

## Plagiat
Le label des Beach Boys (Rondor Music) accuse Katy d'avoir plagié une phrase de leur chanson California Girls dite par Snoop Dogg : « I wish they all could be California girls », considérée comme une partie des paroles les plus connues de toute l’histoire (« J’aurais aimé qu’elles soient toutes des californiennes » en français). Cependant, le groupe est gêné car Brian Wilson aime beaucoup la version de Katy.
Finalement, la plainte est levée et Katy Perry critique les médias d'en faire trop sur cette histoire. Néanmoins, sur la version album de la chanson, cette phrase a été retirée.